# Symploce kenyensis
Symploce kenyensis är en kackerlacksart som beskrevs av Lucien Chopard 1930. Symploce kenyensis ingår i släktet Symploce och familjen småkackerlackor.
Artens utbredningsområde är Kenya. Inga underarter finns listade i Catalogue of Life.